# Huntsburg Township
Huntsburg Township ist eines der sechzehn Townships in Geauga County im US-Bundesstaat Ohio.

## Geschichte
Huntsburg Township wurde 1821 gegründet und nach Dr. Eben Hunt, einem früheren Besitzer des Landes, benannt. Hunt hatte das Gebiet im Jahr 1803 von der Connecticut Land Company erworben. Dort gründete er zunächst die Ansiedlung Huntsburg, aus der sich später das Township entwickelte.